# Coppa del mondo per club FIFA 2021
La Coppa del mondo per club FIFA 2021 (in arabo: كأس العالم للأندية FIFA 2021, Kas alealam lil'andiat FIFA 2021, in inglese: 2021 FIFA Club World Cup), è stata la 18ª edizione di questo torneo di calcio per squadre maschili di club organizzato dalla FIFA e si è tenuta negli Emirati Arabi Uniti dal 3 al 12 febbraio 2022. Come pallone ufficiale della competizione è stato utilizzato Adidas Al Rihla.
Originariamente previsto tra giugno e luglio 2021, il 17 marzo 2020 il torneo è stato rinviato dalla FIFA a data da destinarsi in un periodo compreso tra il 2021 e il 2023, facendo seguito allo spostamento del campionato europeo e della Coppa America a causa della pandemia di COVID-19.
Questa edizione, come annunciato nel marzo 2019, avrebbe dovuto essere la prima con la formula a 24 squadre e con cadenza quadriennale, assecondando i propositi di revisione del torneo espressi da Gianni Infantino tra il 2016 e il 2018. Il 4 dicembre 2020 la FIFA ha comunicato la decisione di rinviare la prima edizione del torneo con la nuova formula prevista per il 2021 e di continuare a organizzare la competizione con il formato in vigore fino al 2020.
Il torneo è stato vinto dagli inglesi del Chelsea, detentori della UEFA Champions League 2020-2021, al primo successo nella competizione.

## Scelta del paese ospitante
Il 3 giugno 2019 la FIFA ha annunciato che avrebbe analizzato e cercato attivamente potenziali candidature per ospitare l'edizione pilota della Coppa per mondo per club allargata. Il 24 ottobre successivo, nell'incontro svoltosi a Shangai, il Consiglio della FIFA ha scelto all'unanimità di assegnare l'edizione alla Cina. In seguito alla decisione di rinviare la prima edizione con il nuovo formato a 24 squadre, il 4 dicembre 2020 la FIFA ha assegnato l'edizione 2021 al Giappone, il quale successivamente ha rinunciato ad ospitare la manifestazione a causa della pandemia. Il 20 ottobre 2021 la FIFA assegna il torneo agli Emirati Arabi Uniti, posticipando la competizione agli inizi del 2022.

## Formula
La formula del torneo è la stessa dall'edizione del 2008. Partecipano le sei vincitrici delle rispettive competizioni continentali, più la squadra campione nazionale del paese ospitante. Se una squadra del paese ospitante vince il proprio trofeo continentale, al posto dei campioni nazionali partecipa la finalista della competizione internazionale relativa, visto il divieto di partecipazione per più squadre dello stesso paese.
I campioni nazionali del paese organizzatore devono sfidare i rappresentanti dell'Oceania in un turno preliminare, la cui vincente si aggrega alle detentrici dei titoli di Africa, Asia e Centro-Nord America. Le vincenti di questi scontri sfidano in semifinale le vincitrici della UEFA Champions League e della Coppa Libertadores. Oltre alla finale per il titolo si disputano gli incontri per il terzo e quarto posto e per il quinto e il sesto.

## Stadi
| Stadio Mohammed bin Zayed | Stadio Al-Nahyan |
| Capacità: 37 500          | Capacità: 15 000 |
|                           |                  |

## Squadre partecipanti
| Squadra                       | Confederazione             | Qualificazione                                                | Data qualificazione        | Partecipazioni (edizioni precedenti con vittorie in grassetto) |
| Club entrati in semifinale    | Club entrati in semifinale | Club entrati in semifinale                                    | Club entrati in semifinale | Club entrati in semifinale                                     |
| ----------------------------- | -------------------------- | ------------------------------------------------------------- | -------------------------- | -------------------------------------------------------------- |
| Chelsea                       | UEFA                       | Campione UEFA Champions League 2020-2021                      | 29 maggio 2021             | 2ª (2012)                                                      |
| Palmeiras                     | CONMEBOL                   | Campione Coppa Libertadores 2021                              | 27 novembre 2021           | 2ª (2020)                                                      |
| Club entrati al secondo turno |                            |                                                               |                            |                                                                |
| Al-Ahly                       | CAF                        | Campione CAF Champions League 2020-2021                       | 17 luglio 2021             | 7ª (2005, 2006, 2008, 2012, 2013, 2020)                        |
| Al-Hilal                      | AFC                        | Campione AFC Champions League 2021                            | 23 novembre 2021           | 2ª (2019)                                                      |
| Monterrey                     | CONCACAF                   | Campione CONCACAF Champions League 2021                       | 28 ottobre 2021            | 5ª (2011, 2012, 2013, 2019)                                    |
| Club entrati al primo turno   |                            |                                                               |                            |                                                                |
| Pirae                         | OFC                        | Nominata dall'OFC                                             | 31 dicembre 2021           | 1ª                                                             |
| Al-Jazira                     | AFC                        | Campione 2020-2021 degli Emirati Arabi Uniti, paese ospitante | 20 ottobre 2021            | 2ª (2017)                                                      |

## Arbitri
La FIFA ha selezionato cinque arbitri, dieci assistenti arbitrali e sette con il ruolo di addetti al Video Assistant Referee.
| Confederazione | Arbitro            | Assistente arbitrale              | VAR                                              |
| -------------- | ------------------ | --------------------------------- | ------------------------------------------------ |
| AFC            | Chris Beath        | Anton Shchetinin Ashley Beecham   | Ammar Al-Jeneibi                                 |
| CAF            | Mustapha Ghorbal   | Mokrane Gourari Abdelhak Etchiali |                                                  |
| CONCACAF       | César Arturo Ramos | Alberto Morin Miguel Hernández    | Drew Fischer                                     |
| CONMEBOL       | Fernando Rapallini | Juan Pablo Belatti Diego Bonfá    | Nicolás Gallo Mauro Vigliano                     |
| UEFA           | Clément Turpin     | Nicolas Danos Cyril Gringore      | Willy Delajod Massimiliano Irrati Pol van Boekel |

Per il torneo è stato anche nominato un arbitro di riserva.
| Confederazione | Arbitro          |
| -------------- | ---------------- |
| OFC            | David Yareboinen |

## Partite

### Tabellone
Il tabellone è stato sorteggiato il 29 novembre 2021 a Zurigo, in Svizzera.
|  | Primo turno   | Primo turno                  |                              |         | Secondo turno | Secondo turno |                             |                             | Semifinali | Semifinali |  |  | Finale | Finale |
|  |               |                              |                              |         |               |               |                             |                             |            |            |  |  |        |        |
|  | Al-Jazira     | 4                            |                              |         |               |               |                             |                             |            |            |  |  |        |        |
|  | Al-Jazira     | 4                            |                              |         |               |               |                             |                             |            |            |  |  |        |        |
|  | Pirae         | 1                            |                              |         | Al-Hilal      | 6             |                             |                             |            |            |  |  |        |        |
|  | Pirae         | 1                            |                              |         | Al-Hilal      | 6             |                             |                             |            |            |  |  |        |        |
|  |               |                              |                              |         | Al-Jazira     | 1             |                             |                             |            |            |  |  |        |        |
|  | Al-Hilal      | 0                            |                              |         | Al-Jazira     | 1             |                             |                             |            |            |  |  |        |        |
|  | Al-Hilal      | 0                            |                              |         |               |               |                             |                             |            |            |  |  |        |        |
|  |               |                              | Chelsea                      | 1       |               |               |                             |                             |            |            |  |  |        |        |
|  |               |                              | Chelsea                      | 1       |               |               |                             |                             |            |            |  |  |        |        |
|  |               |                              |                              |         |               |               |                             |                             |            |            |  |  |        |        |
|  |               |                              |                              |         |               |               |                             |                             |            |            |  |  |        |        |
|  | Chelsea (dts) | 2                            |                              |         |               |               |                             |                             |            |            |  |  |        |        |
|  | Chelsea (dts) | 2                            |                              |         |               |               |                             |                             |            |            |  |  |        |        |
|  |               | Palmeiras                    | 1                            |         |               |               |                             |                             |            |            |  |  |        |        |
|  |               |                              | 1                            | Al-Ahly | 1             |               |                             |                             |            |            |  |  |        |        |
|  |               |                              |                              |         |               |               |                             |                             |            |            |  |  |        |        |
|  |               | Monterrey                    | 0                            |         |               |               |                             |                             |            |            |  |  |        |        |
|  | Palmeiras     | Monterrey                    | 0                            | 2       |               |               |                             |                             |            |            |  |  |        |        |
|  | Palmeiras     | Incontro per il quinto posto | Incontro per il quinto posto | 2       |               |               | Incontro per il terzo posto | Incontro per il terzo posto |            |            |  |  |        |        |
|  |               | Incontro per il quinto posto | Incontro per il quinto posto |         | Al-Ahly       | 0             | Incontro per il terzo posto | Incontro per il terzo posto |            |            |  |  |        |        |
|  | Monterrey     | 3                            | Al-Hilal                     | 0       | Al-Ahly       | 0             |                             |                             |            |            |  |  |        |        |
|  | Monterrey     | 3                            | Al-Hilal                     | 0       |               |               |                             |                             |            |            |  |  |        |        |
|  | Al-Jazira     | 1                            | Al-Ahly                      | 4       |               |               |                             |                             |            |            |  |  |        |        |
|  | Al-Jazira     | 1                            | Al-Ahly                      | 4       |               |               |                             |                             |            |            |  |  |        |        |
|  |               |                              |                              |         |               |               |                             |                             |            |            |  |  |        |        |

### Primo turno
| Arbitro: | Mustapha Ghorbal |

|                                                     |           |                  |
| Al-Ameri 5’ A. Al-Attas 25’ Kosanović 41’ Diaby 63’ | Marcatori | 48’ (aut.) Rabii |

### Secondo turno
| Arbitro: | Chris Beath |

|          |           |  |
| Hany 53’ | Marcatori |  |

| Arbitro: | César Arturo Ramos |

|                                                                                  |           |           |
| Ighalo 36’ Pereira 40’ Kanno 57’ Al-Dawsari 77’ Marega 88’ Carrillo 90+2’ (rig.) | Marcatori | 14’ Diaby |

### Semifinali
| Arbitro: | Clément Turpin |

|                    |           |  |
| Veiga 39’ Dudu 49’ | Marcatori |  |

| Arbitro: | César Arturo Ramos |

|  |           |            |
|  | Marcatori | 32’ Lukaku |

### Incontro per il quinto posto
| Arbitro: | Mustapha Ghorbal |

|                                            |           |             |
| Sultan 4’ (aut.) Funes Mori 11’ Montes 25’ | Marcatori | 90+1’ Bruno |

### Incontro per il terzo posto
| Arbitro: | Clément Turpin |

|  |           |                                               |
|  | Marcatori | 8’, 17’ Ibrahim 40’ Abdel Kader 64’ El-Soleya |

### Finale
| Arbitro: | Chris Beath |

|                                |           |                  |
| Lukaku 54’ Havertz 117’ (rig.) | Marcatori | 64’ (rig.) Veiga |

## Classifica finale
| Pos. | Squadra   | Confederazione |
| ---- | --------- | -------------- |
| 1    | Chelsea   | UEFA           |
| 2    | Palmeiras | CONMEBOL       |
| 3    | Al-Ahly   | CAF            |
| 4    | Al-Hilal  | AFC            |
| 5    | Monterrey | CONCACAF       |
| 6    | Al-Jazira | AFC            |
| 7    | Pirae     | OFC            |

## Classifica marcatori
| Gol | Rigori |  | Giocatore          | Squadra   |
| --- | ------ |  | ------------------ | --------- |
| 2   |        |  | Abdoulay Diaby     | Al-Jazira |
| 2   |        |  | Yasser Ibrahim     | Al-Ahly   |
| 2   |        |  | Romelu Lukaku      | Chelsea   |
| 2   | 1      |  | Raphael Veiga      | Palmeiras |
| 1   |        |  | Ahmed Abdel Kader  | Al-Ahly   |
| 1   |        |  | Zaid Al-Ameri      | Al-Jazira |
| 1   |        |  | Ahmed Al-Attas     | Al-Jazira |
| 1   |        |  | Bruno              | Al-Jazira |
| 1   |        |  | Salem Al-Dawsari   | Al-Hilal  |
| 1   |        |  | Dudu               | Palmeiras |
| 1   |        |  | Amr El-Soleya      | Al-Ahly   |
| 1   |        |  | Rogelio Funes Mori | Monterrey |
| 1   |        |  | Mohamed Hany       | Al-Ahly   |
| 1   |        |  | Odion Ighalo       | Al-Hilal  |
| 1   |        |  | Mohamed Kanno      | Al-Hilal  |
| 1   |        |  | Miloš Kosanović    | Al-Jazira |
| 1   |        |  | Moussa Marega      | Al-Hilal  |
| 1   |        |  | César Montes       | Monterrey |
| 1   |        |  | Matheus Pereira    | Al-Hilal  |
| 1   | 1      |  | André Carrillo     | Al-Hilal  |
| 1   | 1      |  | Kai Havertz        | Chelsea   |

Autoreti
| Gol |  |  | Giocatore      | Squadra                  |
| --- |  |  | -------------- | ------------------------ |
| 1   |  |  | Mohammed Rabii | Al-Jazira, pro Pirae     |
| 1   |  |  | Zaid Sultan    | Al-Jazira, pro Monterrey |